# Sprengstoffanschlag in Düsseldorf

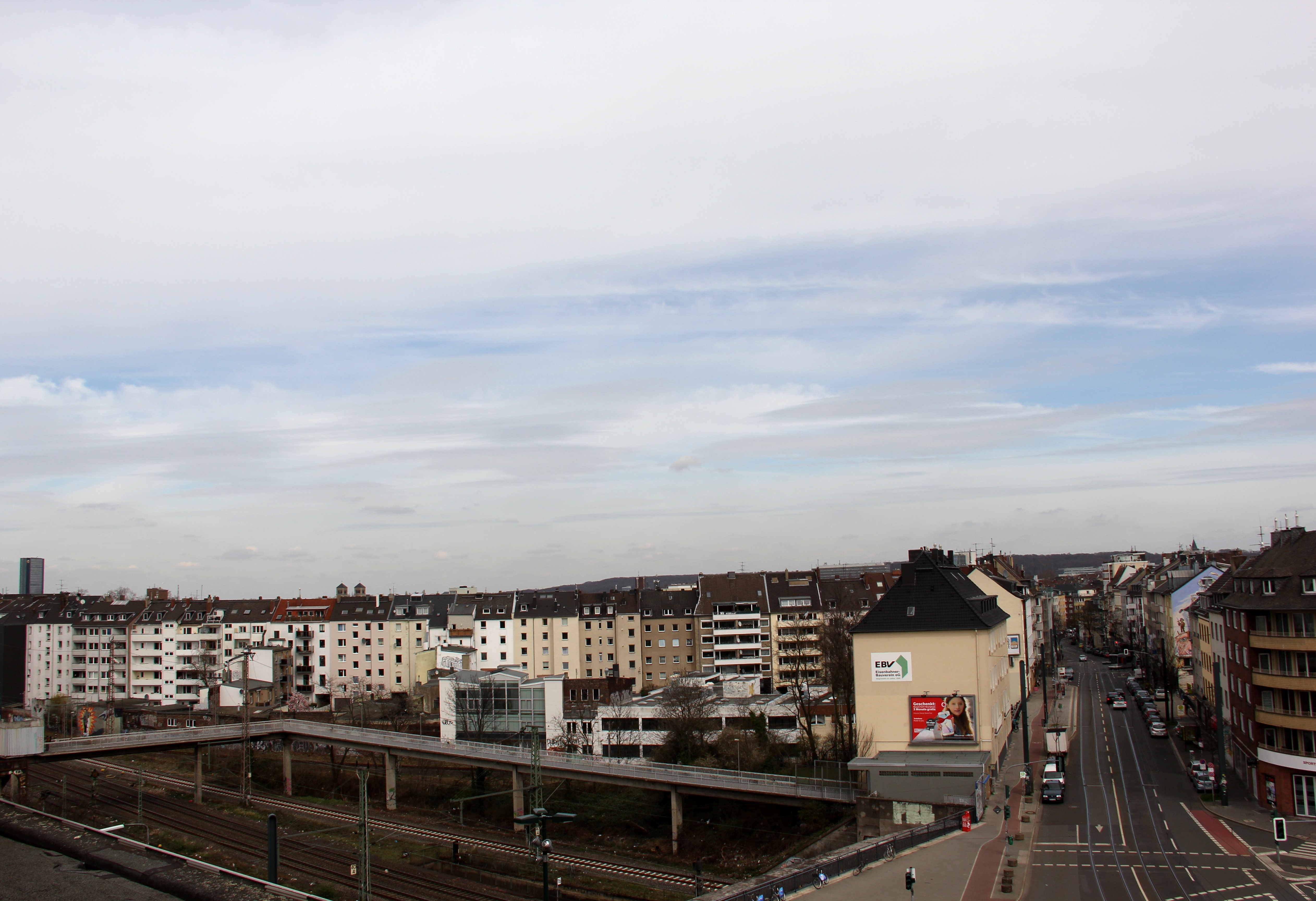
Der Zugang Ackerstraße zum Bahnhof Düsseldorf Wehrhahn

Bei dem Sprengstoffanschlag in Düsseldorf, auch Wehrhahn-Anschlag, explodierte am 27. Juli 2000 am Bahnhof Düsseldorf Wehrhahn eine mit TNT gefüllte Rohrbombe. Dabei wurden zehn Menschen verletzt, einige von ihnen lebensgefährlich; eine im fünften Monat schwangere Frau verlor ihr ungeborenes Kind.
Die Ermittlungen führten lange zu keinem Ergebnis. Da es sich bei den Opfern um Migranten aus Russland, der Ukraine, Kasachstan und Aserbaidschan handelte und sechs von ihnen Mitglieder regionaler jüdischer Gemeinden waren, wurden bereits kurz nach der Tat rassistische oder antisemitische Motive vermutet. Nach über 16 Jahren wurde am 31. Januar 2017 ein Tatverdächtiger mit rechtsextremistischem Hintergrund festgenommen. Im Januar 2018 wurde das Gerichtsverfahren wegen mutmaßlichen versuchten Mordes in zwölf Fällen gegen ihn eröffnet, er wurde aber im Juli 2018 freigesprochen.

## Tathergang
Die zehn Menschen hatten an jenem Tag einen Sprachkurs an einer nahegelegenen Schule besucht und waren als Gruppe auf dem Heimweg. Als sie eine Fußgängerrampe am Bahnhofszugang Ackerstraße betraten, explodierte direkt neben ihnen die in einer Plastiktüte versteckte Bombe. Durch die umherfliegenden Splitter wurden einige von ihnen lebensgefährlich verletzt, sie konnten durch Notoperationen gerettet werden. Eine Frau verlor durch die Tat ihr ungeborenes Kind.

## Reaktionen
Wenige Wochen nach dem Anschlag verübten zwei Araber einen weiteren Anschlag auf die Düsseldorfer Synagoge. Unter dem Eindruck dieses und des Wehrhahn-Anschlags rief der damalige Bundeskanzler Gerhard Schröder am 4. Oktober 2000 einen „Aufstand der Anständigen“ gegen fremdenfeindliche Gewalt aus und am 8. November beschloss die Bundesregierung beim Bundesverfassungsgericht ein Verbotsverfahren gegen die NPD einzuleiten. Der Migrationsforscher Bernd Kasparek bezeichnet dies als „scharfen Kontrast“ zur Politik der 1990er Jahre, da, ihm zufolge, „rassistische Gewalt und neonazistische Organisierung erstmals von Regierungsseite problematisiert“ worden sei. Diese (nicht beständige) Neuausrichtung der Politik habe unter anderem zum ersten NPD-Verbotsverfahren geführt.

## Ermittlungen
Zunächst ging man von einer explodierten Handgranate aus, später stellte man als Sprengkörper eine mit TNT gefüllte Rohrbombe im Eigenbau fest. Mit dem Fall war eine teilweise 70 Polizeibeamte umfassende Ermittlungskommission Ackerstraße betraut. Es wurden erfolglos Spuren in die Düsseldorfer Neonazi-Szene, zur russischen Mafia und zum islamistischen Terrorismus verfolgt, wobei die meisten Hinweise „in Richtung rechts“ gingen. Im Juli 2009 schloss man die Ermittlungen ergebnislos ab.
Nachdem die rechtsterroristische Gruppe Nationalsozialistischer Untergrund (NSU) im November 2011 aufgedeckt worden war, wurde aufgrund ihres Bekennervideos – wie beim Nagelbombenanschlag in Köln – ein Zusammenhang vermutet und Ermittlungen des Bundeskriminalamts aufgenommen. Erneute Auswertungen der Spuren ergaben, anders als im Kölner Fall, keine Verbindung zum NSU. Im Sommer 2014 wurden die Ermittlungen nach einer Zeugenaussage, in der ein Mithäftling von einem Geständnis des früheren Neonazis und Militariahändlers Ralf S. berichtete, wieder intensiviert. Daraufhin wurden die bisherigen Hinweise, Aussagen und Beweisstücke erneut ausgewertet und intensiv weiterermittelt, wodurch sich weitere Indizien gegen S. ergaben.

## Festnahme, Anklage und Freispruch eines Tatverdächtigen
Ralf S. wurde am 31. Januar 2017 in Untersuchungshaft genommen unter dem Verdacht, den Anschlag durchgeführt und dadurch unter anderem versuchten Mord aus rassistischen Motiven in zwölf Fällen begangen zu haben. Er hatte sich zum Zeitpunkt des Anschlags in der rechtsextremen Szene Düsseldorfs bewegt. In der Nähe des Anschlagsorts hatte Ralf S. eine Wohnung gemietet sowie wenige Meter von der Sprachschule der Opfer entfernt einen Militaria-Laden betrieben. Wenige Tage nach dem Anschlag war Ralf S. kurzzeitig festgenommen worden, der Tatverdacht gegen ihn hatte sich allerdings zunächst nicht erhärten lassen, sodass die Ermittlungen gegen ihn 2002 eingestellt worden waren.
Nachdem die Staatsanwaltschaft am 7. Dezember 2017 Anklage erhoben hatte, ließ das Landgericht Düsseldorf diese am 20. Dezember 2017 zu. Die Hauptverhandlung gegen S. begann am 25. Januar 2018 in Düsseldorf. Anberaumt waren 37 Verhandlungstage bis zum 17. Juli. Der Anklage schlossen sich sechs Nebenkläger an. Am ersten Verhandlungstag ließ sich der Angeklagte zur Sache ein und wurde ausführlich befragt. Ralf S. bestritt die Tat und gab an, der Hauptbelastungszeuge, dem er 2014 die Tat gestanden haben sollte, habe sich dies ausgedacht. Zugleich wurde bekannt, dass der nordrhein-westfälische Verfassungsschutz vor und während der Tat womöglich näher am Angeklagten gewesen war als zunächst bekannt.
Im Mai 2018 wurde der Angeklagte mangels dringenden Tatverdachts wieder aus der Untersuchungshaft entlassen. Die Angaben mehrerer Zeugen, denen der Angeklagte den Bombenanschlag angekündigt beziehungsweise gestanden haben sollte, hätten sich „als nicht hinreichend belastbar erwiesen“, begründete das Gericht seine Entscheidung in einem 51-seitigen Beschluss. NSU-Watch NRW forderte, die unaufgearbeitete Rolle von Behörden und V-Leuten in einem Untersuchungsausschuss zu klären. Die Staatsanwaltschaft forderte im Juli eine lebenslange Haftstrafe für den Angeklagten, die Verteidiger plädierten auf Freispruch.
Der Prozess endete am 31. Juli 2018 mit einem Freispruch für den Angeklagten; das Landgericht Düsseldorf sah die Beweislage als nicht ausreichend für eine Verurteilung an. Die Staatsanwaltschaft legte Revision gegen die Entscheidung ein. Die Opferanwälte wollen sich dieser anschließen. Das Urteil wurde am 14. Januar 2021 vom Bundesgerichtshof bestätigt und ist somit rechtskräftig.

## Aufarbeitung und Gedenken
Am 3. Februar 2017 versammelten sich etwa hundert Demonstranten am S-Bahnhof Wehrhahn und forderten eine weitergehende Aufklärung des Anschlags.
Auch der NSU-Untersuchungsausschuss des nordrhein-westfälischen Landtags beschäftigte sich mit dem Fall. Dort und in einigen Medien wurde im Februar 2017 kritisiert, dass die Ermittlungen mangelhaft gewesen seien und Spuren in die rechte Szene nicht ausreichend nachgegangen worden sei. Zudem kamen Forderungen auf, mögliche Mitwisser des Anschlags zu ermitteln und einen eigenen Untersuchungsausschuss im Landtag zu dieser Tat einzurichten. Zusätzlich wurde bekannt, dass ein früherer V-Mann des nordrhein-westfälischen Verfassungsschutzes im Sommer 2000 für den mutmaßlichen Täter gearbeitet hatte, was den Ermittlungsbehörden bis 2012 nicht mitgeteilt worden war.

Im Mai 2020 weihte die Stadt Düsseldorf eine Tafel am Eingang Ackerstraße zum „Gedenken an die Opfer rassistischer Gewalt am Wehrhahn“ ein. Der Tafeltext lautet: 
„Am 27. Juli 2000 explodierte am Eingang zur S-Bahn-Station Wehrhahn an der Ackerstraße eine Bombe. Es war ein heimtückischer, rassistisch und antisemitisch motivierter Anschlag auf zwölf Menschen, die aus Russland, der Ukraine, Aserbaidschan und Kasachstan nach Düsseldorf migriert waren. Zehn von ihnen wurden verletzt, einige lebensgefährlich, eine Frau verlor ihr ungeborenes Kind. Viele von ihnen wurden traumatisiert und leiden unter den Folgen des Anschlags. Sie kamen gerade von ihrer Sprachschule. Der oder die Täter hatte(n) sie gezielt ausgesucht.
Der Anschlag rief im Jahr 2000 eine Welle des Protests gegen rassistische Gewalt und Antisemitismus hervor. Doch niemand wurde für die Tat verurteilt. Ein Anfang 2018 eröffneter Strafprozess gegen einen schon im Sommer 2000 Verdächtigten wegen 12-fachen Mordversuchs endete mit einem Freispruch. Die Strafkammer stellte zwar die rassistische Motivation des Anschlags fest, hatte aber Zweifel an der Schuld des Angeklagten. Im Prozess wurden Versäumnisse bei den Ermittlungen nach dem Anschlag deutlich, die nicht mehr wettgemacht werden konnten.

Betroffene des Anschlags kritisierten im Zusammenhang mit dem Strafprozess, dass sie trotz ihrer teilweise schweren Verletzungen und aus diesen folgenden Einschränkungen von der damaligen Politik und Verwaltung nicht ausreichend unterstützt worden seien. Demgegenüber zeigten die Jüdische Gemeinde und die Katholische Kirchengemeinde St. Elisabeth und Vinzenz große Hilfsbereitschaft.“
Initiiert wurde die Tafel von den Bezirksvertretungen 1 und 2. Der Text wurde vom Arbeitskreis „Orte der Erinnerung“ mit Unterstützung des Erinnerungsortes Alter Schlachthof/FORENA und in Rücksprache mit der jüdischen Gemeinde Düsseldorfs entwickelt. Die Opferberatung Rheinland unterstützte diesen Prozess durch die Kommunikation mit den Betroffenen.
Anlässlich des 20. Jahrestages des Wehrhahn Anschlags am Montag, dem 27. Juli 2020 gedachten unter Einhaltung der Corona-Schutzmaßnahmen etwa 100 Vertreter von Politik und Zivilgesellschaft der verheerenden Folgen des Anschlags. Es handelte sich um die erste offizielle Gedenkfeier der Stadt Düsseldorf zum Wehrhahn-Anschlag. Neben Oberbürgermeister Thomas Geisel sprachen auch Vertreter der Bezirksvertretung, des antifaschistischen Bündnis „Düsseldorf stellt sich quer“, die Ehrenvorsitzende der jüdischen Gemeinde, Ruth Rubinstein, und eine Überlebende des Anschlags, Ekatharina Pyzova. Sie äußerte sich enttäuscht vom Umgang mit den Opfern und sendete „bittere Grüße an Polizei und Staatsanwaltschaft“. Von ihnen hätten die Betroffenen keine Hilfe erhalten, auch das Opferentschädigungsgeld sei nie gezahlt worden. Über die Folgen des Attentats sagte sie: „Ich hatte so viel Hoffnung, so viele Träume, aber diese Tat hat mein ganzes Leben ausradiert.“
Am Geländer des Zuwegs zum S-Bahnhof Wehrhahn befindet sich eine Installation an eben der Stelle, an der die Bombe damals explodierte. Der Düsseldorfer Künstler Maurice Uhrhan gestaltete eine schwarze Metalltafel mit dem Titel „Spuren 2020“. Durchschnitten ist diese von scharfen Einschlagsspuren, die die Folgen der durch die Bombe umherfliegenden Splitter symbolisieren.